# Maha Sura Singhanat
Somdet Phra Bawornrajchao Maha Sura Singhanat (in thailandese สมเด็จพระบวรราชเจ้ามหาสุรสิงหนาท; Ayutthaya, 1º novembre 1744 – Bangkok, 3 novembre 1803) è stato un generale e principe ereditario siamese.
Era il fratello minore di Buddha Yodfa Chulaloke, detto anche Rama I, il re fondatore della dinastia Chakri del Siam, l'odierna Thailandia. Come generale combatté varie campagne militari al fianco del fratello, che quando divenne re lo insignì del titolo di Palazzo Davanti (o Maha Uparaj), spettante all'erede al trono. È tuttora venerato dai thailandesi come eroe nazionale per il ruolo che ebbe nella riunificazione del paese e nel respingere le invasioni birmane. Fu talmente coraggioso e spietato durante le battaglie che i birmani lo soprannominarono Tigre.

## Infanzia e gioventù
Nacque col nome di Bunma il 1º novembre 1744 da una famiglia aristocratica durante il regno del sovrano di Ayutthaya Borommakot. Il padre Thongdee, di lontane origini mon, era un dignitario di corte, Segretario Reale del Siam settentrionale e Guardiano dello Stemma Reale. Era inoltre discendente di Kosa Pan, che aveva guidato la missione siamese in Francia nel XVII secolo, inviata da re Narai. La madre Daoreung, di origine cinese, era figlia di un ricco possidente di Samut Songkhram. Il fratello che sarebbe diventato re alla nascita si chiamava Thong Duang ed era maggiore di 8 anni. Da bambino Bunma entrò a corte come paggio reale.
Nel 1767, quando la capitale Ayutthaya era cinta d'assedio dai birmani di re Hsinbyushin e prossima alla caduta, Bunma riuscì a fuggire e a unirsi alla famiglia a Samut Songkrham. Ayutthaya fu espugnata e rasa al suolo il 7 aprile 1767 e il sovrano Ekat'at trovò la morte durante la fuga.

## Carriera militare
Il fratello Thong Duang, di stanza a Ratchaburi di cui era governatore dal 1758, gli consigliò di radunare degli uomini e con questi unirsi all'armata che il suo amico d'infanzia Taksin aveva organizzato a Chonburi. Con Taksin partì all'attacco delle forze birmane che presidiavano i resti della capitale, sconfiggendo il nemico e costringendolo alla fuga il 7 novembre 1767. Taksin fu acclamato re dai suoi soldati e spostò la capitale a Thonburi, fondando il nuovo Regno di Thonburi. Per il valore dimostrato Bunma, fu nominato Phra Maha Montri, un alto incarico della Polizia Reale.
Alla caduta di Ayutthaya, il Siam allo sbando si era frazionato in 6 parti guidate da locali signori della guerra, e Taksin si era impadronito delle due di Chonburi e Ayutthaya. Nel periodo successivo si dedicò alla riunificazione del paese. Nel 1768 i due fratelli, diventati generali, guidarono un esercito a sconfiggere il signore di Phimai a Korat. Al ritorno Taksin nominò Bunma Phraya Anuchitraja. Dopo aver combattuto i birmani nei loro ripetuti tentativi di riconquistare il Siam, nel 1769 Anuchitraja insieme al fratello condusse l'esercito che sottomise il signore di Fang, guadagnandosi i titoli di Chao Phraya Surasi, equivalente a quello di marchese, governatore di Phitsanulok e difensore delle frontiere settentrionali.
Nel 1771 Surasi accorse in aiuto dell'altro generale e governatore Phraya Phichai, la cui Provincia di Phichai era stata invasa dai birmani, e insieme respinsero il nemico. Nel 1774, ai due fratelli fu assegnato il compito di conquistare il Regno Lanna, da oltre due secoli caduto in mano ai birmani. Con l'aiuto del re lanna Kawila di Lamphang, riuscirono a liberare Chiang Mai e Surasi prese in moglie Sri Anocha, la sorella di Kawila.
Negli anni successivi, Surasi fu al fianco del fratello nelle grandi spedizioni che sottomisero dapprima i regni laosiani di Vientiane, Luang Prabang e Champasak, e poi quello di Cambogia. Le campagne laotiane valsero a Thong Duang, che già in precedenza era stato nominato Chao Phraya Chakri (primo ministro), il titolo di Somdet Chao Phraya Maha Kshatriyaseuk, equiparabile a quello di duca, la più alta onorificenza mai attribuita in Thailandia. Quando nel 1782 Somdet Chao Phraya tornò a Thonburi per sedare la rivolta che aveva spodestato Taksin, Surasi rimase a comandare le truppe che avevano appena riconquistato la Cambogia. Il ritorno in Siam del fratello segnò la fine del Regno di Thonburi dopo soli 14 anni di vita. Somdet Chao Phraya sottomise i ribelli il 6 aprile 1782, fece decapitare Taksin e si fece acclamare nuovo re nominando il fratello Bunma Maha Sura Singhanat Palazzo Davanti, titolo spettante all'erede al trono. Il nipote Anurak Devesh ricevette il titolo di Palazzo Dietro spettante al viceré. Molto tempo dopo la sua morte Somdet Chao Phraya avrebbe ricevuto il nome regale postumo di Buddha Yodfa Chulaloke e di Rama I il Grande.
La capitale fu trasferita a Bangkok, un piccolo villaggio sulla sponda opposta del fiume Chao Phraya rispetto a Thonburi. Il nuovo monarca vi fece costruire il sontuoso Grande Palazzo Reale e cominciò a ingrandire la nuova città che ribattezzò Rattanakosin, la città del Buddha di Smeraldo. Il Siam divenne il Regno di Rattanakosin (che nel 1932 sarebbe diventato un regno costituzionale con il nome di Regno del Siam, mentre nel 1939 avrebbe mutato il nome in Regno di Thailandia), retto dalla nuova dinastia Chakri, che tuttora guida il paese.

## Il Palazzo Davanti

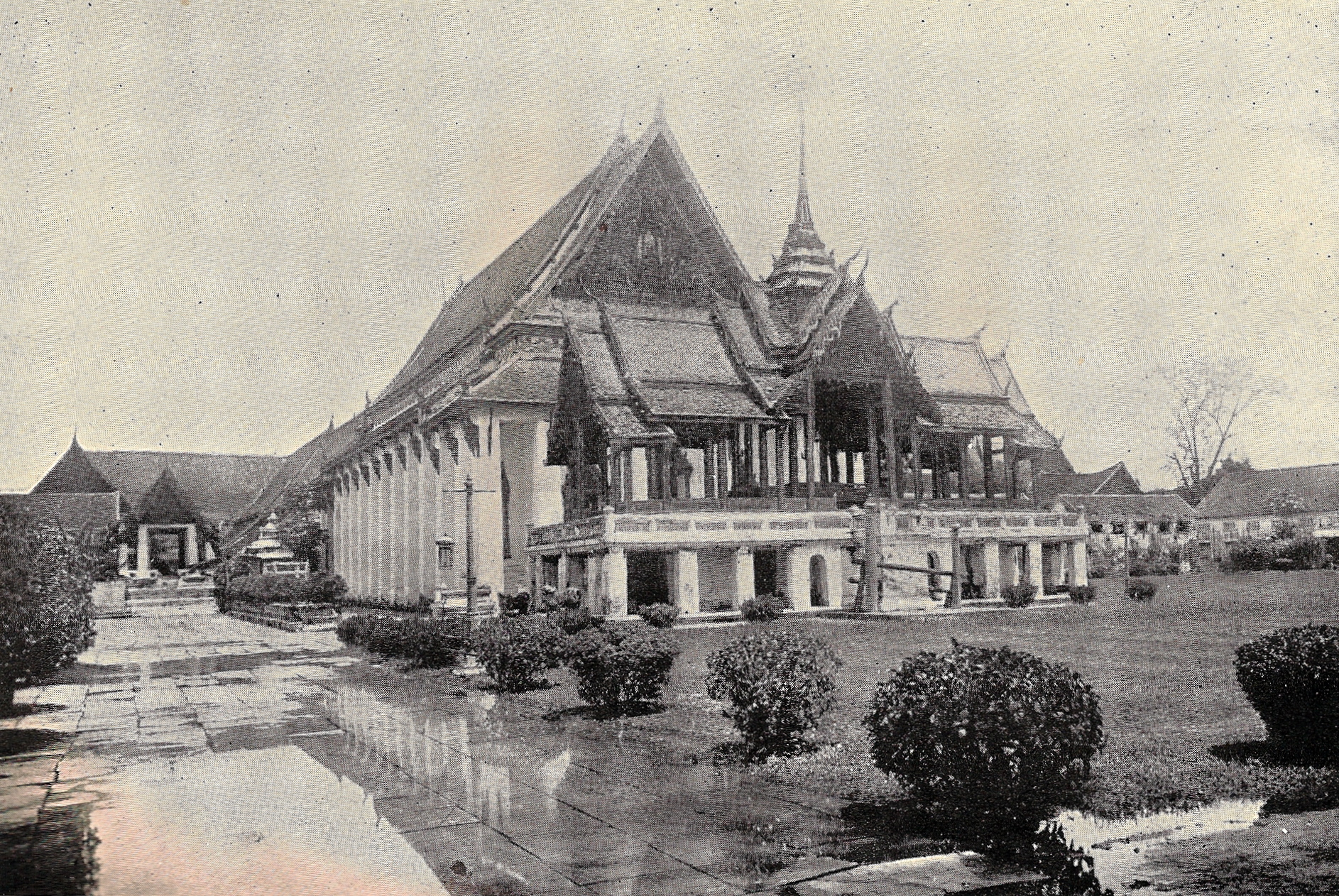
Fotografia del Palazzo Davanti (circa 1890), sede oggi del Museo nazionale di Bangkok.

Il Palazzo Davanti, oltre che un titolo onorifico, era anche il complesso di edifici dove l'erede al trono risiedeva, e fu costruito davanti al Palazzo Reale. Lo stesso Maha Sura Singhanat si occupò della sua realizzazione.
Il titolo sarebbe stato abolito nel 1885 da re Rama V e il complesso fu in parte abbattuto. Una sua parte ospita oggi il Museo nazionale di Bangkok e l'Università Thammasat.
Nel 1785, il nuovo re birmano Bodawpaya scatenò quella che in Thailandia è conosciuta come la guerra dei nove eserciti, tante furono le armate impiegate dai birmani per attaccare su nove fronti diversi. Maha Sura Singhanat guidò l'esercito siamese a respingere gli attacchi sia nel sud che nell'ovest del Paese. Ovunque seppe infliggere sconfitte al nemico costringendolo a ritirarsi. L'anno seguente Bodawpaya invase nuovamente il Siam ma con un unico esercito, che entrò in Siam e si accampò a Tin Dan Daeng a nord-ovest di Bangkok. Nuovamente Maha Sura Singhanat fu a capo della difesa e per l'ennesima volta costrinse i birmani alla fuga.
Nel 1802 i birmani cinsero d'assedio Chiang Mai e Rama I inviò a difenderla Maha Sura Singhanat, che raggiunta la città si ammalò. Il re mandò allora in suo soccorso il Palazzo Dietro, il viceré Anurak Devesh. Prima che questi sopraggiungesse e malgrado la malattia, il Palazzo Davanti riuscì a liberare Chiang Mai e criticò aspramente la scelta del fratello, con il quale i rapporti si incrinarono definitivamente.

## Morte
Col fisico minato da anni di dure battaglie, Maha Sura Singhanat nel 1803 si ammalò gravemente e negò l'udienza al re che venne a visitarlo. Maha Sura Singhanat espresse il desiderio che i suoi beni fossero ereditati esclusivamente dai suoi discendenti. Dopo la sua morte, avvenuta il 3 novembre 1803, il titolo di Palazzo Davanti e erede al trono passò al figlio del sovrano, il principe Isarasundhorn, che sarebbe divenuto re Rama II.